# Quincy Pondexter
Quincy Pondexter, né le 10 mars 1988 à Fresno, Californie est un joueur de basket-ball américain. Il évolue aux postes d'arrière et d'ailier.

## Biographie
Il joue quatre saisons dans l'équipe universitaire des Huskies de Washington puis se présente à la draft 2010 de la NBA. Il est sélectionné en 26e position par le Thunder d'Oklahoma City puis est envoyé aux Hornets de La Nouvelle-Orléans. Il finit la saison avec 2,8 points de moyennes.
Le 24 décembre 2011, il est échangé aux Grizzlies de Memphis contre Greivis Vásquez. Le 8 février 2012, il bat son record de points (17) et capte 6 rebonds lors de la victoire de son équipe face au Timberwolves du Minnesota.
Le 31 octobre 2013, il signe une extension de quatre années dans son contrat avec les Grizzlies. Le 7 décembre, il est contraint de mettre un terme à sa saison en raison d'une fracture de stress à son pied droit.
Le 12 janvier 2015, il est transféré aux Pelicans de La Nouvelle-Orléans dans un échange à trois équipes incluant les Grizzlies et les Celtics. Cependant à la suite d'ennuis au genou qui l'avaient déjà contraint à subir une opération en mai 2015, il subit une opération le 20 janvier 2016 ce qui met un terme en avance à sa saison.
Le 1er septembre 2017, il est échangé aux Bulls de Chicago contre un choix de draft 2018.
Le 29 août 2018, il signe un contrat d'un an avec les Spurs de San Antonio.

## Records personnels sur une rencontre en NBA
Les records personnels de Quincy Pondexter, officiellement recensés par la NBA sont les suivants :
| Type de statistique        | Saison régulière | Saison régulière                                         | Saison régulière                 | Playoffs | Playoffs                                          | Playoffs                  |
| Type de statistique        | Record           | Adversaire                                               | Date                             | Record   | Adversaire                                        | Date                      |
| -------------------------- | ---------------- | -------------------------------------------------------- | -------------------------------- | -------- | ------------------------------------------------- | ------------------------- |
| Points                     | 22               | Nets de Brooklyn                                         | 30 novembre 2013 8 décembre 2012 | 22       | Spurs de San Antonio                              | 27 mai 2013               |
| Paniers marqués            | 8                | Nets de Brooklyn                                         | 30 novembre 2013                 | 7        | Spurs de San Antonio                              | 27 mai 2013               |
| Paniers tentés             | 14               | Timberwolves du Minnesota Rockets de Houston             | 8 février 2012 17 novembre 2014  | 13       | Spurs de San Antonio                              | 25 mai 2013               |
| Paniers à 3 points réussis | 4                | @ Hornets de La Nouvelle-Orléans @ Wizards de Washington | 7 décembre 2012 25 mars 2013     | 5        | @ Spurs de San Antonio                            | 19 mai 2013               |
| Paniers à 3 points tentés  | 8                | Rockets de Houston                                       | 17 novembre 2014                 | 9        | @ Spurs de San Antonio                            | 19 mai 2013               |
| Lancers francs réussis     | 7                | @ Knicks de New York                                     | 2 mars 2011                      | 5        | Spurs de San Antonio                              | 27 mai 2013               |
| Lancers francs tentés      | 9                | Suns de Phoenix                                          | 4 décembre 2012                  | 7        | Spurs de San Antonio                              | 27 mai 2013               |
| Rebonds offensifs          | 4                | Clippers de Los Angeles @ Knicks de New York             | 9 avril 2012 27 mars 2013        | 2        | Clippers de Los Angeles                           | 9 mai 2012 25 avril 2013  |
| Rebonds défensifs          | 5                | 3 fois                                                   |                                  | 8        | @ Spurs de San Antonio                            | 21 mai 2013               |
| Rebonds totaux             | 8                | Mavericks de Dallas                                      | 29 février 2012                  | 9        | @ Spurs de San Antonio                            | 19 mai 2013               |
| Passes décisives           | 5                | Clippers de Los Angeles                                  | 5 décembre 2013                  | 3        | @ Thunder d'Oklahoma City                         | 5 mai 2013                |
| Interceptions              | 4                | Rockets de Houston                                       | 9 novembre 2012                  | 2        | 3 fois                                            |                           |
| Contres                    | 2                | @ Raptors de Toronto                                     | 19 novembre 2014                 | 1        | @ Clippers de Los Angeles Thunder d'Oklahoma City | 30 avril 2013 11 mai 2013 |
| Balles perdues             | 3                | 3 fois                                                   |                                  | 2        | 3 fois                                            |                           |
| Minutes jouées             | 39               | Sixers de Philadelphie                                   | 26 décembre 2012                 | 37       | @ Spurs de San Antonio                            | 21 mai 2013               |

- Double-double : aucun (au 15/01/2015)
- Triple-double : aucun.

## Vie personnelle
Quicy Pondexter est le neveu de l'ancien joueur des Bulls de Chicago Cliff Pondexter.